# Constitución de Cundinamarca
La Constitución Política del Estado Libre e Independiente de Cundinamarca de 1811 o Constitución Política de la Provincia de Cundinamarca fue la Carta Política Nacional que sucedió al Acta del Cabildo extraordinario de Santafé de Bogotá de 1810 y rigió la vida constitucional del Estado Libre e Independiente de Cundinamarca desde 1811 hasta la Toma de Santafé de Bogotá por Bolívar cuando fue derogada.

## Antecedentes
En la ciudad habitaban algunos de los criollos más influyentes del Virreinato (próceres de la talla de Policarpa Salavarrieta y Antonio Nariño), por lo que en gran medida fue allí donde se gestó el movimiento independentista en el que se destacan los hechos que se conocen como el evento de "El Florero de Llorente", cuando los hermanos Francisco y Antonio Morales entraron a pedir prestado, para adornar una cena con un funcionario real llegado de España, un florero al comerciante español José González Llorente, que tenía un almacén en la esquina nororiental de la hoy llamada Plaza de Bolívar, siendo rechazados de mala forma por éste, lo que fue tomado como una excusa para provocar una reyerta que terminó en disturbios entre la población. Este hecho marca el inicio de las luchas y el Grito de Independencia de Colombia.
Durante dicho año de 1810 los revolucionarios se reunieron en diversas juntas, proclamando así la independencia de España, aunque no en términos absolutos. Es más tarde, el 16 de julio de 1813, que la provincia neogranadina de Santafé de Bogotá declara su total independencia tanto de España como de Francia u otra potencia extranjera.
Es en dicha época que se crean dos grupos: los realistas (o colonialistas o chapetones), partidarios de la monarquía absolutista de España y del régimen colonial para América, y los patriotas (o independentistas o criollos), quienes eran partidarios de la independencia de las colonias americanas de la metrópoli española. Estos últimos se dividieron, a su vez, en centralistas (liderados por Antonio Nariño) y federalistas (liderados por Camilo Torres).
La mayoría de las provincias de la Nueva Granada abogaban por un régimen federal, similar al de los Estados Unidos. Es así que el 27 de noviembre de 1811 se constituye la Federación de las Provincias Unidas de la Nueva Granada, participando en el acto fundacional Antioquia, Cartagena, Pamplona, Neiva y Tunja. Debido al carácter centralista de la constitución de Cundinamarca, los federalistas eran recelosos de la unión de este Estado a las Federación.
Durante 1811 Cundinamarca se anexionó la provincia de Mariquita y partes de la provincia de Neiva, lo cual produjo que las relaciones entre Cundinamarca y el resto de las provincias neogranadinas se pusieron tensas. El 18 de mayo de 1812 se firmó un tratado de paz con las Provincias Unidas. Este tratado reconocía las anexiones de Cundinamarca y establecía una futura capital federal sin jurisdicción de ninguno de los estados, condiciones que hicieron que Cundinamarca ingresara en la Federación. El 8 de octubre de 1812 el gobierno federal le ordenó a Nariño ajustar la legislación del Estado al pacto federal a lo cual Nariño se negó, lo que provoca que finalmente ambos bandos se enfrentaran en una guerra civil entre Centralistas y Federalistas, que se llevó a cabo entre 1812 y 1813.

## Principios fundamentales
- Promulga el cortometraje documental a Fernando VII de España como rey soberano de España.
- Promulga el reconocimiento y profesión como un estado confesional católico.
- Promulga que la Monarquía de esta Provincia será constitucional, moderando el Poder del Rey y una Representación Nacional permanente.
- Promulga la separación de los poderes en ejecutivo, legislativo y judicial.
- Promulga que el ejercicio del poder ejecutivo recae directamente en el Rey auxiliado de sus Ministros, en ausencia del Rey, recae sobre el Presidente de la Representación Nacional asociado de dos Consejeros y bajo responsabilidad del mismo Presidente.
- Se introduce un Senado de Censura y protección compuesto de un Presidente, que lo será el vicepresidente de la Representación Nacional y cuatro miembros, para sostener esta Constitución y los derechos del Pueblo.
- El Gobierno garantiza a todos sus Ciudadanos los sagrados derechos de la Religión, propiedad y libertad individual, y la de la Imprenta, siendo los Autores los únicos responsables de sus producciones, y no los Impresores.
- Se garantiza la seguridad individual de los Ciudadanos.
- Se garantiza a todo Ciudadano la libertad perfecta en su agricultura, industria y comercio, sin más restricciones que la de los privilegios temporales.
- Se promulga en conveniencia el establecimiento de un Congreso Nacional compuesto de todos los Representantes que envíen las expresadas Provincias.
- Se promulga que la Provincia de Cundinamarca se erige en Monarquía constitucional para que el Rey la gobierne según las leyes, moderando su autoridad por la Representación Nacional que esta Constitución se expresa y determina.
- Se promulga que el Rey al tomar posesión del Trono, debe prestar juramento de cumplir la Constitución.
- Se promulga que la Representación Nacional se compone del Presidente y Vicepresidente, Senado de Censura, dos Consejeros del Poder Ejecutivo, los miembros del Legislativo, y los Tribunales que ejercen el Poder Judicial. Cuando el Rey está presente y en ejercicio de sus funciones el presidente y los Consejeros del Poder Ejecutivo, y el vicepresidente, que es Presidente del Senado de Censura concurren como miembros de la Representación Nacional.
- La nominación del Presidente y sus Consejeros se hará por los Electores expresando individualmente cual nombran para Presidente y cuales para Consejero o Consejos; y el ejercicio de sus funciones durará por tres años, renovándose un miembro en cada año.
- La nominación del Vicepresidente de la Representación Nacional durará por el espacio de tres años, pero los cuatro Senadores se renovarán por mitades cada dos años, saliendo los dos más antiguos; y por la primera vez, así para el orden de los asientos, como para la renovación, decidirá la suerte de la antigüedad de cada uno de ellos.
- Se promulga que al Colegio Electoral corresponde la elección del Representante o Representantes y Suplentes de la Provincia para el Congreso General del Reino.
- Se promulga que todo Ciudadano es soldado nato de la Patria mientras sea capaz de llevar las armas, sin distinción de clase, estado o condición; se prohíbe la eximición del servicio militar en graves urgencias del Estado.
- Se promulga que la reunión de gentes armadas como la reunión de las mismas sin armas será igualmente dispersadas primero por una orden verbal, y si no bastare por la fuerza.

## Firmantes representantes de los pueblos
Aprobado y sanciondo por el serenísimo Colegio Constituyente y Electoral de la Provincia de Cundinamarca;
| Por diputado de Bosa y Presidente del Colegio             | Jorge Tadeo Lozano                                    |
| Por villa del Espinal y como Vicepresidente del Colegio   | Fernando Caycedo                                      |
| Por parroquia del Sagrario de esta santa iglesia catedral | Camilo Torres                                         |
| Por parroquia del Sagrario de esta santa iglesia catedral | Manuel Camacho y Quesada                              |
| Por la parroquia de Las Nieves de Santafé                 | Santiago Torres y Peña                                |
| Por la parroquia de Las Nieves de Santafé                 | Francisco Morales                                     |
| Por la parroquia de Santa Bárbara de Santafé              | Juan Gil Martínez Malo                                |
| Por la parroquia de Santa Bárbara de Santafé              | Luis Eduardo de Azoola                                |
| Por la parroquia de San Victorino de Santafé              | Vicente de la Roche                                   |
| Por la parroquia de San Victorino de Santafé              | Felipe Gregorio Álvarez del Pino                      |
| Por la villa y el partido de Zipaquirá                    | Enrique Umaña                                         |
| Por la villa y el partido de Zipaquirá                    | José Maria Domínguez del Castillo                     |
| Por la villa y el partido de Zipaquirá                    | Bernardino Tobar                                      |
| Por la villa y el partido de Zipaquirá                    | Domingo Camacho                                       |
| Por la villa y el partido de Zipaquirá                    | José María del Castillo                               |
| Por la villa y el partido de Zipaquirá                    | Frutos Joaquín Gutiérrez                              |
| Por la villa y el partido de Ubaté                        | Fray Manuel Rojas                                     |
| Por la villa y el partido de Ubaté                        | Luis Pajarito                                         |
| Por la villa y el partido de Ubaté                        | José Tadeo Cabrera                                    |
| Por la villa y partido de Bogotá                          | José Gregorio Gutiérrez                               |
| Por la villa y partido de Bogotá                          | Santiago Umaña                                        |
| Por la villa y partido de Bogotá                          | Isidro Bastidas                                       |
| Por la villa y el partido de Chocontá                     | Juan Nepomuceno Silva y Otero                         |
| Por la villa y el partido de Chocontá                     | Tomás de Rojas                                        |
| Por la villa y el partido de Chocontá                     | Fray Juan José Merchán Provincial de San Juan de Dios |
| Por la villa y el partido de Chocontá                     | Francisco Javier Cuevas                               |
| Por la villa y el partido de Chocontá                     | José María Araos                                      |
| Por la villa y el partido de Chocontá                     | José Cayetano González                                |
| Por el partido de Ubaque                                  | Fray José de San Andrés Moya                          |
| Por el partido de Ubaque                                  | Matías Melo Pinzón                                    |
| Por el partido de Ubaque                                  | Juan de Ronderos Grajales                             |
| Por el partido de Bosa                                    | Juan Agustín Chaves                                   |
| Por la villa y el partido de Guaduas                      | Andrés Pérez                                          |
| Por la villa y el partido de Guaduas                      | Manuel Francisco Samper                               |
| Por la ciudad de Tocaima                                  | Juan Salvador Rodríguez de Lago                       |
| Por la ciudad de Tocaima                                  | Miguel de Tobar                                       |
| Por la villa y el partido de La Mesa                      | Joaquín Vargas y Vezga                                |
| Por la villa y el partido de La Mesa                      | José Antonio Olaya                                    |
| Por la ciudad y el partido de Ibagué                      | Fray Juan Antonio de Buenaventura y Castillo          |
| Por la ciudad y el partido de Ibagué                      | Juan Dionisio Gamba                                   |
| Por la villa y el partido del Espinal                     | Juan Antonio García                                   |
| Por la ciudad y el partido de La Palma                    | José Ignacio de Vargas                                |

- Fiman los secretarios Camilo Torres y Frutos Joaquín Gutiérrez.

## Reforma de 1812
La Representación Nacional de este Estado extraordinariamente reunida el 19 de septiembre de 1811 teniendo en consideración, que la Constitución primitiva de este Estado y publicada en 4 de abril del mismo año, necesitaba de revisión por haberse formado precipitadamente para satisfacer a los deseos, e instancias de los Pueblos, que exigían el que con prontitud se les diese alguna; acordó que los mismos Pueblos al tiempo de nombrar Electores para la renovación de la Representación Nacional en este presente año de 1812 les revistiesen de facultades para reformar la dicha constitución en la parte, o partes que lo hallase necesario. Y habiendo expedido en estos términos la convocatoria, los Pueblos dieron a sus Electores el carácter y facultades de Revisores de la citada constitución, con poderes bastantes para aclararla, exponerla, y reformarla, añadir, o quitar lo que hallásemos conveniente a la seguridad del Estado.

### Principios fundamentales de la reforma de 1812
- El Estado de Cundinamarca pasa de ser una monarquía constitucional a una República cuyo Gobierno es popular representativo.
- Para que el Gobierno sea estable debe sedo también su constitución por esto el imperio de la presente jamás podrá ser suspendido por ninguna Autoridad ni en ningún caso.
- Se introduce una sección especial titulada «De los derechos del hombre y sus deberes» compuesta de un artículo que introduce los derechos del hombre, así: la igualdad, la libertad, la seguridad y la propiedad. La igualdad consiste en que siendo los hombres iguales en naturaleza, lo son también delante la Ley; la ley es la voluntad general expresada libre y solemnemente por el Pueblo, o por sus Representantes. El Pueblo es la universidad de los Ciudadanos, y ninguna parcialidad de gentes puede arrogarse el nombre de Pueblo.
- La libertad consiste en poder hacer todo en cuanto que no perjudique a los derechos de otro conforme a aquella máxima dictada por la naturaleza y consagrada por la religión: «no hagas a otro lo que no quieres que se te haga a ti».
- Los Ciudadanos pueden juntarse pacífica, y tranquilamente para formar y presentar sus instrucciones, o peticiones a las autoridades, avisando al Magistrado y presentándolas por escrito.
- Gozan del derecho de sufragio en las elecciones primarias todos los Ciudadanos mayores de veinte y un años que están inscritos en la lista Cívica, y los que aun no teniendo dicha edad, se hallan casados, y velados, y viven de su renta y trabajo.

## Firmantes de la Constitución de 1812
| Presidente y elector de Chiquinquirá            | Pedro Groot                      |                                   | Elector por el partido de Cáqueza | Jerónimo de Mendoza y Galávis                                      |                            | Elector por el cantón del Socorro | Fernando Caicedo |
| Vicepresidente del Colegio y elector de Santafé | Fray Diego Francisco Padilla     | Manuel Camacho y Quesada          | Elector por el partido de Cáqueza | José Sanz de Santamaría                                            |                            | Elector por el cantón del Socorro |                  |
| Designado y elector de Cáqueza                  | Manuel de Añorado                | Elector por Guaduas               | Pantaleón Gutiérrez               | Juan Nepomuceno Rodríguez de Lago                                  |                            | Elector por el cantón del Socorro |                  |
| Elector por Santafé                             | Luis Eduardo de Azuola           | Elector por Guaduas               | Primo Feliciano Marino            | Pablo Plata                                                        |                            | Elector por el cantón del Socorro |                  |
| Elector por Santafé                             | José Nicolás de Ribas            | Elector por San Juan y San Martín | Francisco Javier García de Hevia  | José Antonio Amaya                                                 |                            | Elector por el cantón del Socorro |                  |
| Elector por Santafé                             | Manuel Pardo                     | Elector por La Palma              | Santiago de Vargas                | Policarpo Jiménez                                                  |                            | Elector por el cantón del Socorro |                  |
| Elector por Tocaima y su partido                | Miguel de Tobar                  | Elector por La Palma              | Clemente Calderón                 | Elector por el partido de Vélez                                    | Fray Vicente Olarte        |                                   |                  |
| Elector por Ibagué                              | José Miguel de Ribas             | Elector por Chocontá              | Francisco Javier Cuevas           | Elector por el cantón de Vélez                                     | Fray Joaquín Camocho       |                                   |                  |
| Elector por Ibagué                              | Ignacio Nicolás de Buenaventura  | Elector por Chocontá              | Leandro Exea                      | Elector por Vélez                                                  | Sinforoso Mutis            |                                   |                  |
| Elector por la Mesa de Juan Díaz                | Tomás Tenorio y Carvajal         | Elector por Chocontá              | Juan Agustín Estévez              | Elector por Vélez                                                  | José María Carbonell       |                                   |                  |
| Elector por la Mesa                             | Fray Juan José Merchán           | Elector por Chocontá              | Ignacio Álvarez                   | Elector por Vélez                                                  | Tomás Barriga y Brito      |                                   |                  |
| Elector por Mariquita                           | José María Salazar               | Elector por Chocontá              | José Domingo Araos                | Elector por Vélez                                                  | Vicente Santamaría         |                                   |                  |
| Elector por la villa de Honda y su partido      | José León Armero                 | Elector por Chiquinquirá          | Juan Agustín Matallana            | Elector por Vélez                                                  | José María Vanegas         |                                   |                  |
| Elector por la villa de Honda y su partido      | Felipe Gregorio Álvarez del Pino | Elector por Bosa                  | Emigdio Benítez                   | Elector por la villa de San Gil                                    | Nicolás Cuervo             |                                   |                  |
| Elector por la villa y partido de Ambalema      | Manuel Martínez de Zaldúa        | Elector por Bosa                  | Domingo Camocho                   | Elector por el cantón de San Gil                                   | José María Domínguez Roche |                                   |                  |
| Elector por Zipaquirá                           | Fernando de Buenaventura         | Elector por San Gil               | Juan Jurado                       | Elector del cantón del Socorro y Secretario del Serenísimo Colegio | Joaquín Vargas y Vesga     |                                   |                  |
| Elector por Zipaquirá                           | Manuel Saavedra                  | Elector por San Gil               | Manuel Álvarez Lozano             | Secretario                                                         | José Agustín Borona        |                                   |                  |
| Elector por Zipaquirá                           | Primo Groot                      | Elector por San Gil               | José Ignacio Lozada               |                                                                    |                            |                                   |                  |
| Elector por El Espinal                          | Luis de Ayala y Vergara          | Elector por San Gil               | Francisco García Olona            |                                                                    |                            |                                   |                  |
| Elector por Bogotá                              | Francisco Javier García          | Elector por San Gil               | Nicolás de Ribas                  |                                                                    |                            |                                   |                  |
| Elector por Bogotá                              | Félix Ramón Duarte               | Elector por San Gil               | Ramón Calvo                       |                                                                    |                            |                                   |                  |